# Liorac-sur-Louyre
Liorac-sur-Louyre település Franciaországban, Dordogne megyében. Lakosainak száma 260 fő (2022. január 1.). Liorac-sur-Louyre Saint-Georges-de-Montclard, Cause-de-Clérans, Lamonzie-Montastruc, Mouleydier, Saint-Sauveur, Saint-Félix-de-Villadeix és Saint-Marcel-du-Périgord községekkel határos.

## Népesség
A település népességének változása:
| Lakosok száma | 231  | 212  | 270  | 225  | 236  | 236  | 245  | 256  | 256  | 260  |
|               | 1968 | 1982 | 1990 | 2006 | 2013 | 2015 | 2017 | 2019 | 2020 | 2022 |